# Malik Jabir
Malik Jabir (Wa, Ghana, 8 de diciembre de 1944) es un exfutbolista y entrenador de fútbol de Ghana que jugaba en la posición de delantero centro.

## Carrera

### Club
Jugó toda su carrera con el Asante Kotoko SC de 1964 a 1978, equipo con el que fue siete veces campeón nacional, ganó dos copas nacionales y la copa Africana de Clubes Campeones 1970.

### Selección nacional
Jugó para Ghana en 13 ocasiones de 1968 a 1974 y anotó un gol; el cual fue en la Copa Africana de Naciones 1970. También participó en dos ediciones de los Juegos Olímpicos.

### Entrenador
| Periodo   | Club             |
| --------- | ---------------- |
| 1987-1988 | Asante Kotoko SC |
| 1993-1994 | Asante Kotoko SC |
| 1997      | Burkina Faso     |
| 2003      | Ghana            |
| 2004–2007 | Asante Kotoko SC |
| 2007      | ASFA Yennenga    |
| 2008-2009 | Kano Pillars     |
| 2017-2018 | ASFA Yennenga    |

## Logros

### Jugador
- Liga de fútbol de Ghana (7): 1964, 1965, 1967, 1968, 1969, 1972, 1975
- Copa de Ghana (2): 1976, 1978
- Copa Africana de Clubes Campeones (1): 1970

### Entrenador
- Liga de fútbol de Ghana (1): 2005